# Molinsgatan
Molinsgatan är en gata i stadsdelarna Lorensberg och Vasastaden i Göteborg. Den är cirka 365 meter lång och sträcker sig från Engelbrekstsgatan söderut mot Läraregatan.
Gatan fick sitt namn år 1882–1883 till minne av bildhuggaren Johan Peter Molin och utgjorde då sträckningen av nuvarande Engelbrektsgatan från Viktoriagatan till Götabergsgatan. År 1886 övergick namnet till den nuvarande sträckningen. Molin har bland annat gjort statyn Bältesspännarna.